# Tribunal Regional Eleitoral de Mato Grosso do Sul
O Tribunal Regional Eleitoral de Mato Grosso do Sul (TRE-MS) é um órgão da Justiça Eleitoral encarregado do gerenciamento de eleições no Estado de Mato Grosso do Sul. A cada dois anos o Tribunal participa diretamente das eleições no Brasil organizando o pleito no estado através de suas unidades: as zonas eleitorais. 
Por ser um órgão do poder judiciário, além de organizar a logística das eleições, o Tribunal também tem como atribuição julgar, originariamente ou através de recursos, litígios eleitorais no Estado de Mato Grosso do Sul. O órgão revisor de suas decisões é o Tribunal Superior Eleitoral (TSE). Sua sede fica em Campo Grande.

## História
O Tribunal Regional Eleitoral de Mato Grosso do Sul foi instalado em sessão solene realizada no Tribunal de Justiça do Estado de Mato Grosso do Sul em 23 de fevereiro de 1979.

#### Sede
A primeira sede do Tribunal foi instalada em 10 de abril de 1979 na Rua da Liberdade, 441 - Vila Santa Dorothéia, pelo primeiro presidente eleito para o órgão, o Desembargador Jesus de Oliveira Sobrinho. No ano de 1987 teve início a construção do imóvel que abrigaria as instalações do Tribunal. A obra encerrou-se no ano seguinte quando o atual prédio-sede do Tribunal Regional Eleitoral foi inaugurado na rua Desembargador Leão Neto do Carmo, 23, no Parque dos Poderes.

#### Criação das Zonas Eleitorais
Zonas Eleitorais são as unidades administrativas e jurisdicionais submetidas ao Tribunal Regional Eleitoral de cada estado. Com a divisão do Estado de Mato Grosso no ano de 1979, o Estado de Mato Grosso do Sul ficou inicialmente com vinte e quatro zonas eleitorais. Novas zonas eleitorais foram sendo criadas de acordo com o crescimento do eleitorado, tendo a última sido implantada em 2003. 
Em 2017, atendendo a diretrizes estabelecidas pelo TSE para reorganização dos serviços da Justiça Eleitoral, algumas zonas eleitorais foram extintas restando atualmente 51 zonas eleitorais no Estado de Mato Grosso do Sul.

#### Provimento de cargos e quadro de pessoal
Em 1983 foi realizado o primeiro concurso para preenchimento de cargos do quadro de pessoal, pois até então o órgão funcionava com servidores de outros órgãos públicos. Em abril de 2025 o Tribunal contava com 270 servidores efetivos.  

#### Recadastramento biométrico em Mato Grosso do Sul[12]
Buscando garantir um sistema de votação mais seguro, recentemente a Justiça Eleitoral brasileira deu início ao recadastramento biométrico dos eleitores, ou seja, ao cadastro do eleitorado registrando em um sistema informatizado sua assinatura, fotografia e impressão digital. A medida impede que uma pessoa tente se passar por outra no momento da identificação em um pleito – pois não existem impressões digitais iguais – e faz parte do Programa de Identificação Biométrica do Eleitor brasileiro. Regulamentado pelo TSE em 2011, o recadastramento biométrico está sendo realizado gradativamente pela Justiça Eleitoral em todo o país.
Em Mato Grosso do Sul a iniciativa teve início em 2008 quando a cidade de Fátima do Sul foi uma das três cidades brasileiras escolhidas para participar do projeto piloto de recadastramento biométrico. Em 2012, eleitores de outros cinco municípios foram recadastrados biometricamente e, em 2013, a biometria alcançou eleitores de outros dois municípios no estado. Em julho de 2017 o TRE/MS deu inicio ao recadastramento obrigatório do eleitorado da capital, Campo Grande e o prazo encerrou-se em março de 2018. Nos últimos dias o movimento de eleitores nos postos de atendimento formou grandes filas de espera  e ao final do recadastramento biométrico na capital apurou-se que mais de 600 mil eleitores haviam feito a revisão em seu título
Em 2025 Mato Grosso do Sul tinha 84% dos 2.037.840 eleitores do estado com biometria realizada

## Composição
O TRE-MS não tem um quadro próprio de juízes sendo constituído de desembargadores e juízes provindos da Justiça Estadual, Justiça Federal e por advogados indicados pelo Tribunal de Justiça do Estado de Mato Grosso do Sul. A corte é composta por sete juízes assim distribuídos:
a) dois juízes, escolhidos entre os desembargadores do Tribunal de Justiça do Estado de Mato Grosso do Sul;
b) dois juízes de direito, escolhidos pelo Tribunal de Justiça do Estado de Mato Grosso do Sul;
c) um juiz federal escolhido pelo Tribunal Regional Federal da 3ª Região;
d) dois advogados de notável saber jurídico e idoneidade moral, dentre seis indicados pelo Tribunal de Justiça do Estado de Mato Grosso do Sul, e nomeados pelo Presidente da República.
O seu Presidente e Vice-Presidente são eleitos dentre os dois membros desembargadores, oriundos do Tribunal de Tribunal de Justiça do Estado de Mato Grosso do Sul. O Corregedor do Tribunal é um dos dois juízes estaduais que compõem a Corte.